# Brémur-et-Vaurois
 Brémur-et-Vaurois  là một xã ở tỉnh Côte-d’Or trong vùng Bourgogne, phía đông nước Pháp. Khu vực này có độ cao trung bình 385 mét trên mực nước biển.